# Assérac
Assérac is een gemeente in het Franse departement Loire-Atlantique (regio Pays de la Loire). De plaats maakt deel uit van het arrondissement Saint-Nazaire. Assérac telde op 1 januari 2022 1.881 inwoners.

## Geografie
De oppervlakte van Assérac bedroeg op 1 januari 2022 32,91 vierkante kilometer; de bevolkingsdichtheid was toen 57,2 inwoners per km².

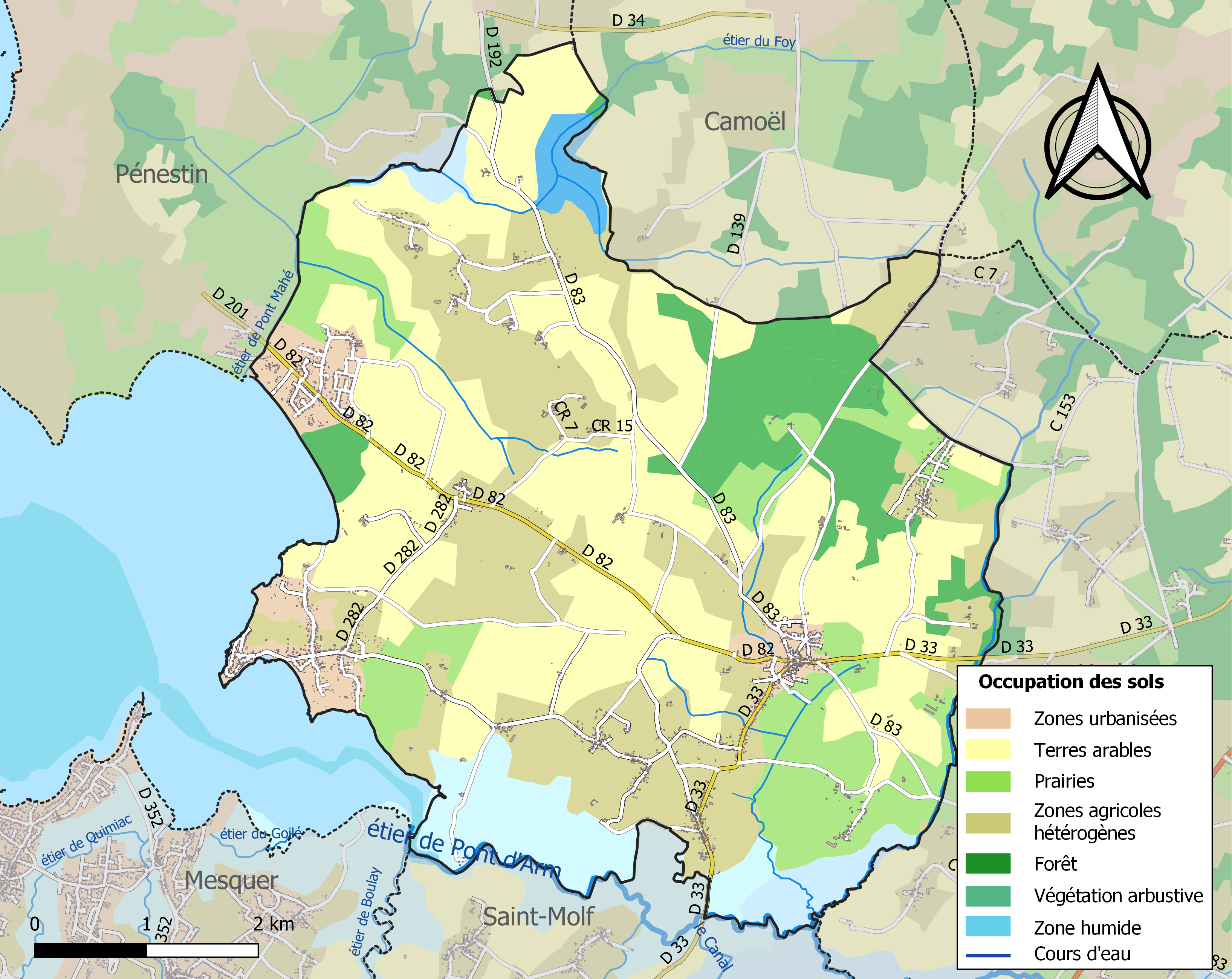
Kaart van de gemeente met de belangrijkste infrastructuur, bodemgebruik en omliggende gemeenten

## Demografie
Onderstaande figuur toont het verloop van het inwonertal (bron: INSEE-tellingen).

## Afbeeldingen

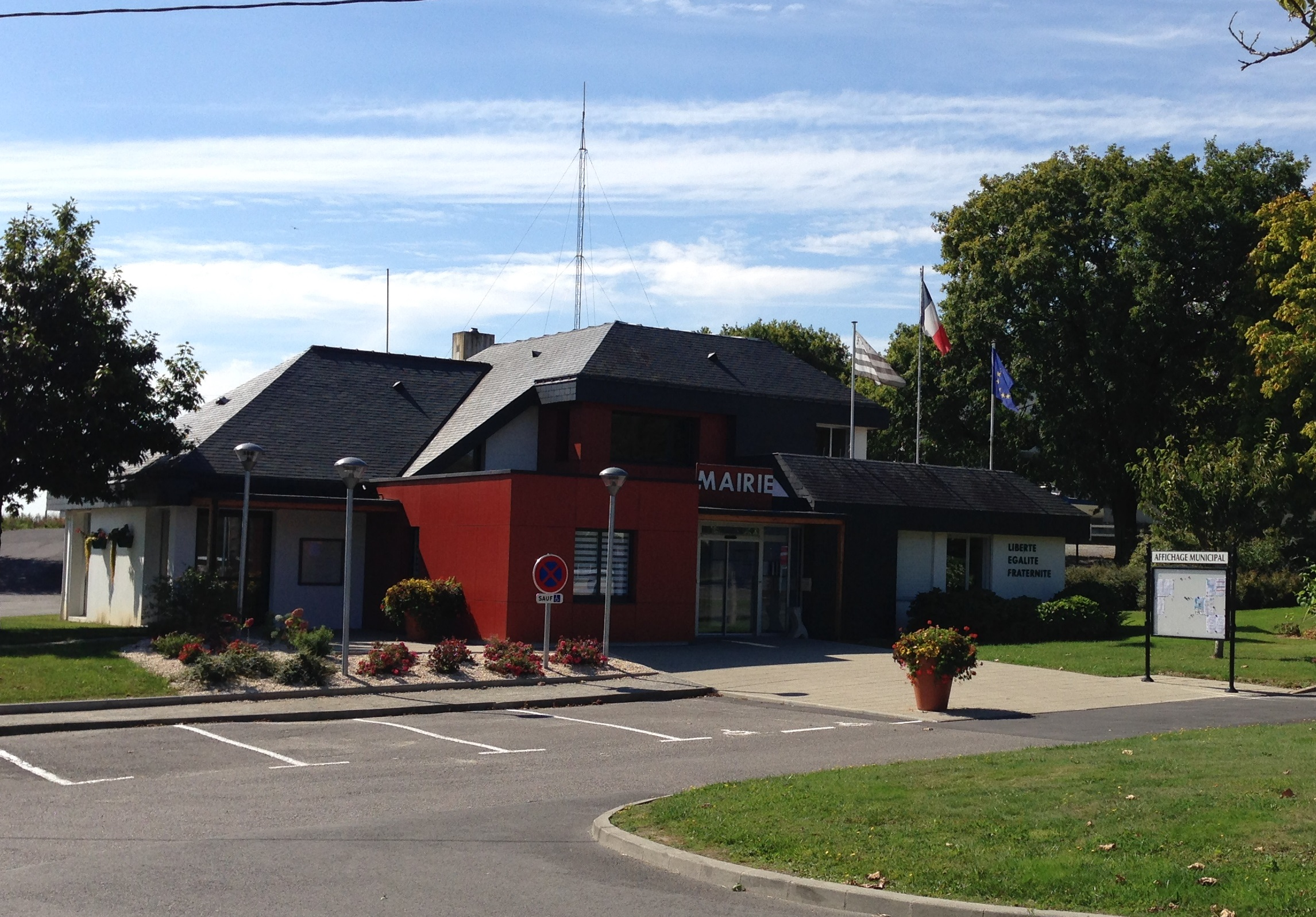
Gemeentehuis
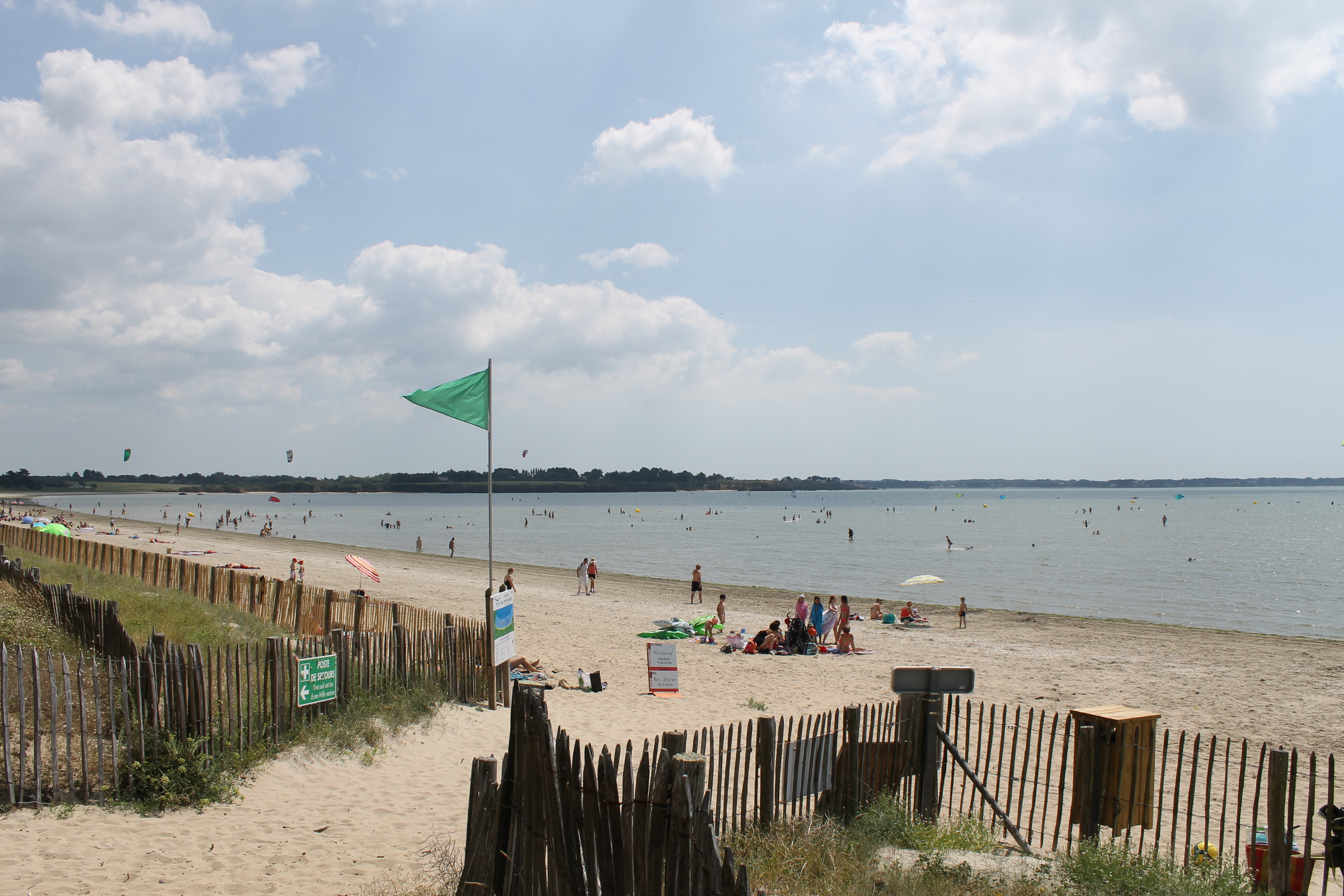
Plage de Pont-Mahé
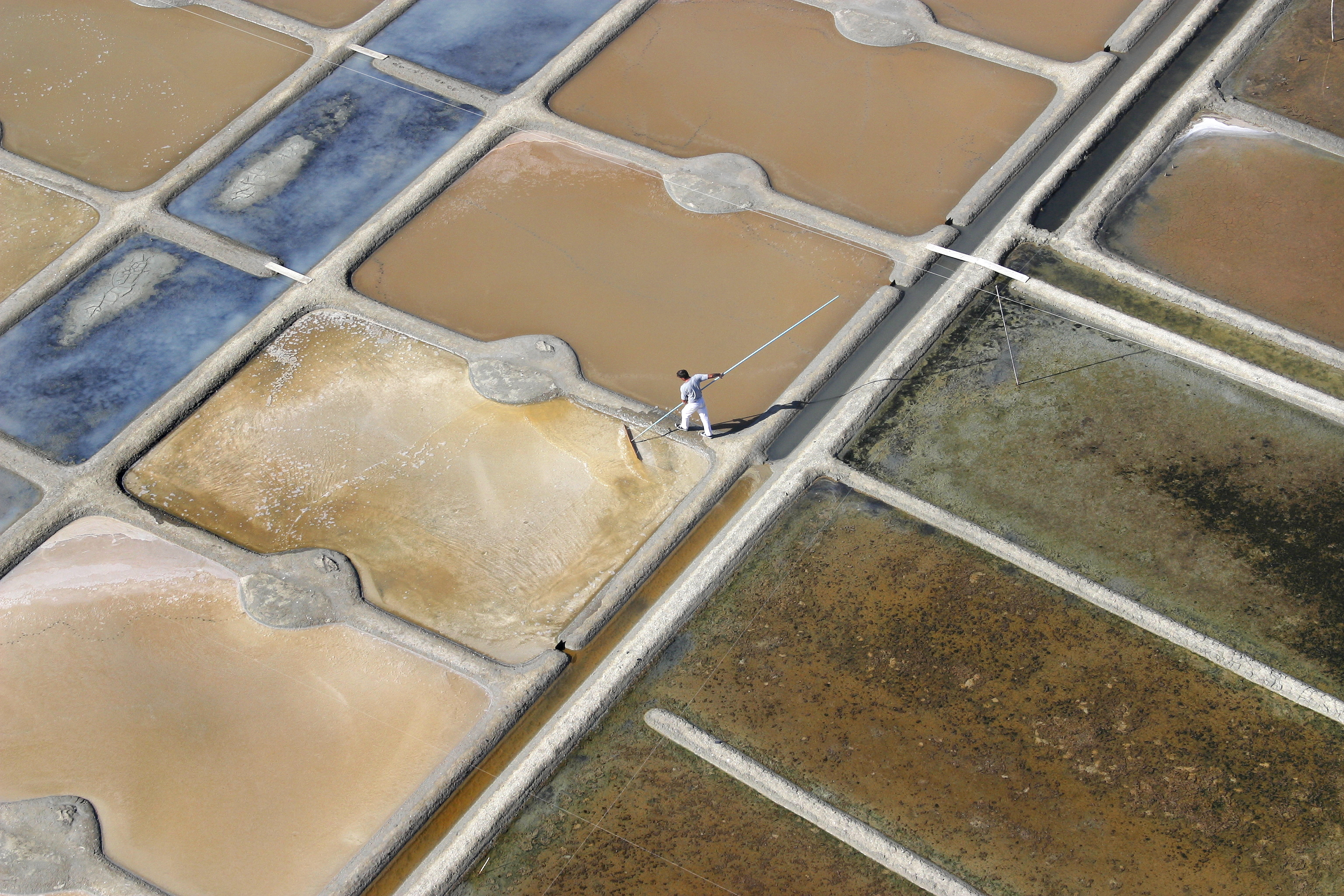
Zoutwinning